# Pentecost River
Der Pentecost River ist ein Fluss in der Region Kimberley im Nordosten des australischen Bundesstaates Western Australia.

## Geographie
Der Fluss entspringt im Nordteil der Durack Ranges und fließt nach Norden. Er durchfließt die El Questro Station und entlang der Nordseite der Pentecost Range, wo er die Gibb River Road in einer Furt überquert. Den Drysdale-River-Nationalpark begrenzt der Fluss im Osten und mündet schließlich rund 50 Kilometer südwestlich von Wyndham in den West Arm, einen Teil des Cambridge Gulf, der wiederum zur Timorsee gehört.

### Nebenflüsse mit Mündungshöhen
Er hat folgende Nebenflüsse:
- Chamberlain River – 76 m
- Salmond River – 16 m
- Gap Creek – 11 m
- Five Mile Creek – 1 m
- Bindoola Creek – 1 m
- Yarrabar Creek – 0 m
- Durack River – 0 m

## Namensherkunft
Der Fluss wurde nach John Pentecost benannt, der ihn 1882 auf einer Expedition unter Führung von Michael Durack vermaß.

## Trivia
Der Pentecost River erschien auf dem Australienthema als Wallpaper in WINDOWS 7.